# Давыдов, Гавриил Иванович
Гаврии́л Ива́нович Давы́дов (1784, Псков — 1809, Санкт-Петербург) — лейтенант русского флота, путешественник, командир 8-пушечного тендера «Авось». В записках Давыдова собрано много этнографического и словарного материалов. Автор словаря наречий туземцев Сахалина.

## Биография
Родился в 1784 г., в 1795 г. поступил в Морской кадетский корпус.

### Первые плавания
В 1796 г. Давыдов был первым по списку произведён в гардемарины и совершил плавание от Кронштадта до берегов Англии. Будучи произведён в 1798 году в мичманы, он был в плавании у тех же берегов и в Немецком море.

### Служба РАК вместе с Хвостовым

#### Первое плавание в Америку
В 1802 г., по приглашению лейтенанта Хвостова, Давыдов принимает предложение Российско-Американской компании ехать сухим путём в Охотск и оттуда на судне компании идти в Америку. Из Охотска на шхуне «Святая Елизавета» он перешёл к острову Кадьяк, в гавань св. Павла.

#### Появление в Петербурге
В 1804 г. Давыдов, вместе с Хвостовым, возвратился из Охотска в Петербург. Здесь они снова поступили на службу компании, но в этот 1804 г. добраться до Америки им не удалось: течь на их судне «Святая Мария» заставила их идти в Петропавловскую гавань и здесь остаться на зимовку.

#### Второе плавание в Америку
В 1805 г. Давыдов и Хвостов, соединившись с российским послом в Японии, бывшим президентом компании, Резановым, миссия которого успеха не имела, плавали у берегов Америки и прибыли в Ново-Архангельский порт.

#### Сахалинская экспедиция
Рассчитывая выместить на японцах неудачу своего посольства, Резанов составил проект присоединения Сахалина к русским владениям. Для этого было приобретено трёхмачтовое судно «Юнона», отданное под команду Хвостова, и вновь построенный тендер «Авось», командиром которого был назначен Давыдов.
По данной Резановым инструкции, Давыдов должен был плыть к Сахалину и Матсмаю, и в Аниве ждать возвращения Хвостова с его судном, отвозившим Резанова в Охотск, а потом, вместе с Хвостовым, сделать экспедицию на Сахалин. Но, сойдя на берег в Охотске, Резанов послал Хвостову двусмысленное дополнение к своей инструкции, которое можно было понимать и как отмену экспедиции на Сахалин, и как поощрение её.
Истолковав новое приказание в последнем смысле, Давыдов и Хвостов поступили по инструкции: Сахалина, правда, они не взяли, но в отместку японцам разграбили два селения.

### Арест, бегство и Финляндская война
В Охотске, куда Давыдов и Хвостов прибыли в 1807 году, по окончании экспедиции, они были арестованы; в этом аресте большую роль играло не столько нарушение ими дисциплины (их экспедиция сочтена была самовольною), сколько враждебное отношение к ним начальника Охотского порта. Из-под ареста Давыдов и Хвостов бежали.
Задержанные сначала в Иркутске, они были освобождены и отправлены в Петербург, по прибытии их предполагалось отдать под военный суд, и, хотя они и вызвали косые взгляды начальства, но суда не случилось: Давыдов и Хвостов были командированы в Финляндию на театр русско-шведской войны, где командовали канонерскими лодками.
Несмотря на необыкновенную храбрость, выказанную Давыдовым и Хвостовым в Финляндии, по представлении главнокомандующего армией графа Буксгевдена о награждении Давыдова орденом св. Владимира 4-й степени, состоялась Высочайшая резолюция: «Неполучение награждения в Финляндии послужит сим офицерам (Давыдову и Хвостову) в наказание за своевольства против японцев».

### Подготовка мемуаров и гибель
Из Финляндии Давыдов возвратился в Петербург и здесь жил в доме адмирала Шишкова (дяди Хвостова), занимаясь обработкой своих записок о путешествии.
4 (16) октября 1809 г. Хвостов и Давыдов провели вечер у академика Лангсдорфа вместе с американским моряком ДеВольфом, с которым они подружились на Аляске. В два часа ночи, Хвостов и Давыдов, будучи пьяны и пытаясь при помощи проходившей барки перебраться по разведённому Исаакиевскому мосту с Васильевского острова на другую сторону Невы, упали в воду и утонули; их тела не были найдены. О смерти их долго говорили в Петербурге. Г. Р. Державин 24 декабря 1809 г. (5 января 1810 г. н.ст.) написал стихотворение «В память Давыдова и Хвостова», напечатанное в 1816 г. В «Русском Вестнике» за декабрь 1809 напечатаны ещё два посвящённые им стихотворения.

## Труды
Давыдов успел обработать только записки о первом своем путешествии в Америку. Эти записки были изданы Шишковым в 1810 году под следующим заглавием: «Двукратное путешествие в Америку морских офицеров Хвостова и Давыдова, писанное сим последним. Ч. I. 1810 г.»
Вторая часть, изданная в 1812 году, содержит статьи, заключающие в себе описание Кадьяка и его жителей.

## Память
В честь Г. И. Давыдова названы:
- бухта Давыдова (остров Сахалин, у залива Терпения, бухта открыта в 1806 г. Н. А. Хвостовым и Г. И. Давыдовым)[4][5];
- мыс Давыдова (остров Сахалин, у залива Терпения, мыс открыт в 1806 г. Н. А. Хвостовым и Г. И. Давыдовым)[4][5];
- озеро Давыдова (Тихий океан, побережье Северной Америки, архипелаг Александра, 56°36′ с.ш., 134°50′ з.д., название озеру присвоено в 1934 году)[5];
- остров Давыдова (Алеутские острова, название острову присвоено Гидрографической службой США)[4][5].

Российская компания Мастер-Корабел (ООО «Милания») в декабре 2018 года выпустила деревянный набор для самостоятельной сборки модели 8-пушечного тендера «Авось» в 72 масштабе